# Antiopella cristata
Antiopella cristata (Delle Chiaje, 1841) è un mollusco nudibranco appartenente alla famiglia Janolidae

## Descrizione
Cerata trasparenti a forma di lampadina, in cui sono visibili le estremità dell'apparato digerente, corpo di colore giallo-bianco fino a bruno, talvolta azzurro-blu. Rinofori e cerata dello stesso colore del corpo, fatta eccezione per la parte terminale, blu acceso. Alcuni esemplari, per via dei cerata, possono essere confusi con i nudibranchi del sottordine Aeolidacea, ma a differenza di questi non sono dotati di cnidosacchi contenenti cnidocisti e la posizione dell'ano è differente. Fino a 8 centimetri.

## Biologia
Si nutre di briozoi delle specie Alcyonidium gelatinosum, Bicellariella ciliata, del genere Bugula (Bugula avicularia, Bugula flabellata, Bugula neritina, Bugula turbinata), Bugularia avicularia, del genere Cellaria.

## Distribuzione e habitat
Raro. Reperibile nell'Oceano Atlantico dalla Norvegia al Marocco, nel Mar Mediterraneo occidentale, da pochi metri di profondità ad oltre 30 metri; più comune in presenza di coralligeno.